# Dyslexi
Dyslexi eller specifika läs- och skrivsvårigheter är en varaktig funktionsnedsättning som innebär svårigheter med att läsa och/eller skriva. Funktionsnedsättningen beror på en störning i vissa språkliga funktioner som hindrar automatisering av ordavkodningen. Dyslexi är inte relaterat till intelligensnivå. Dyslexi omfattar vidare inte läshinder som orsakas av synproblem eller av brister i undervisning, sociala förhållanden eller motivation. Dyslexi kan vara en medfödd egenskap, utvecklingsdyslexi, eller ha uppkommit vid skada eller sjukdom.
När undervisning i att läsa och skriva blev mer utbrett på 1800-talet uppmärksammades en störning som bara gick ut över läsning och skrivning. Man trodde då att problemet hängde ihop med förmågan att bearbeta synintryck och kallade det för ordblindhet. Vad dyslexi egentligen beror på är fortfarande omdiskuterat. Idag är forskarna dock relativt eniga om att dyslexi är en störning i vissa språkliga funktioner, framför allt bearbetning av språkljud, som hindrar att ordavkodningen kan automatiseras. Några problem som ofta uppvisas i samband med dyslexi är diffusa föreställningar om ords ljudstruktur, oklar artikulation, brister i verbalt korttidsminne och långsam åtkomst till ordförrådet. 
Ibland förekommer dyskalkyli, specifika räknesvårigheter, tillsammans med en dyslexidiagnos, men det finns ingen forskning som visar att de två funktionsnedsättningarna är kopplade till varandra.
Gränsdragningen mellan normal läsförmåga och läsproblem är ungefär lika godtycklig som gränsen mellan normalvikt och övervikt. Den är till stor del beroende av de krav som samhället ställer på individers läsförmåga. En vanlig uppskattning är att 4–8 procent av befolkningen har så stora svårigheter att läsa och skriva att de kan få en dyslexidiagnos. Fler män än kvinnor har specifika läs- och skrivsvårigheter.

## Definitioner av dyslexi
Det finns åtskilliga definitioner av dyslexi. Olika yrkesgrupper använder sig ibland av olika definitioner. En vanligt förekommande definition kommer från The International Dyslexia Association, som genom åren har uppdaterat sin definition av dyslexi flera gånger. Den formuleringen som kom år 2002 lyder i översättning:
Dyslexi är en specifik inlärningssvårighet som har neurologiska orsaker. Dyslexi kännetecknas av svårigheter med korrekt och/eller flytande ordigenkänning och av dålig stavnings- och avkodningsförmåga. Dessa svårigheter orsakas vanligen av en störning i språkets fonologiska komponent, som ofta är oväntad med hänsyn till andra kognitiva förmågor och trots möjligheter till effektiv undervisning. Sekundära konsekvenser kan innefatta svårigheter med läsförståelse och begränsad läserfarenhet, vilket kan hämma tillväxten av ordförråd och bakgrundskunskap.
I det diagnossystem som används inom den svenska sjukvården, ICD-10, återfinns dyslexi under diagnosen F81.0 Specifik lässvårighet:
Störningens främsta kännetecken är en specifik och klart försämrad utveckling av läsförmågan, som inte bara beror på mental ålder, synproblem eller inadekvat skolgång. Läsförståelse, ordigenkänning, högläsningsförmåga och problemlösning som kräver intakt läsförmåga kan alla påverkas menligt. Stavningssvårigheter är ofta förbundna med specifika lässvårigheter och varar ofta upp i adolescensen, även efter att läsförmågan förbättrats. Specifika lässvårigheter föregås ofta av störningar i tal- och språkutvecklingen. Associerade emotionella störningar och beteendestörningar uppträder ofta under skolåldern.

## Diagnos

### Läs- och skrivutredning
I Sverige utförs idag de flesta läs- och skrivutredningar med frågeställningen dyslexi av logopeder, speciallärare, specialiserade specialpedagoger eller psykologer. Genom att undersöka talspråkliga, skriftspråkliga, auditiva och visuella förmågor samt minne och intelligens utreder man om svårigheterna med att bearbeta eller tillägna sig skriftspråket överensstämmer med kriterierna för att ställa diagnosen specifik läs- och skrivsvårighet/dyslexi. En viktig del av utredningen är frågorna om personens tidiga språkutveckling och om det finns dyslexi i släkten. Personer med dyslexi har ofta varit sena i uttalsutvecklingen eller haft vaga insikter om språkljudssystemet (till exempel svårt för att rimma eller hitta ords begynnelseljud) innan läsinlärningen började. Dyslexi verkar ofta ha en ärftlig komponent.

### Tester
Det finns test som kan förutsäga dyslexi hos barn redan innan de har börjat med skriv- eller läsundervisning. Det finns även ett antal tidiga riskfaktorer för dyslexi såsom: nedsatt fonologisk medvetenhet (förklara); dålig kunskap om bokstäver; och "snabb automatiserad benämningsförmåga". 52 olika tester för dyslexi hos barn och ungdomar användes i Sverige under 2014, varav inga hade undersökts vetenskapligt i tillräcklig grad för att kunna sägas vara tillförlitliga.

## Åtgärder
Då en specifik läs- och skrivsvårighet konstaterats ska åtgärder sättas in inom två olika områden, träning och anpassning.

### Träning
Med god läs- och skrivpedagogik utvecklas även läs- och skrivförmågan hos den som har en specifik läs- och skrivsvårighet. Vilka läs- och skrivförmågor som behöver stärkas varierar mycket från person till person. Det kan exempelvis handla om att uppnå ett ökat läsflyt för den som läser bokstav för bokstav, eller att uppnå en säkrare avkodning för den som gissningsläser i stor utsträckning. Exempel på olika nivåer i avkodningsprocessen som kan behöva stärkas är kopplingarna mellan språkljud (fonem) och bokstäver (grafem), förmågan att uppmärksamma orddelar (stavelser och morfem) i läsningen och att utöka antalet etablerade ordbilder i minnet.
Det finns vetenskapligt stöd att förbättring av läs- och stavförmågan hos barn och unga med dyslexi kan uppnås genom övningar i att koppla språkljud till bokstäver s.k. "phonics" (engelska) som syftar till att just stärka fonem-grafem kopplingar.

### Anpassning
Genom att ta till olika alternativa och kompensatoriska strategier kan man sänka de yttre kraven på en högt automatiserad läs- och skrivförmåga. Därmed ökar också individens möjligheter att delta i samhället på samma villkor som en med normal läs- och skrivförmåga. 
Det kan handla om att skapa en mer strukturerad och distraktionsfri skolmiljö för en elev så att mer av elevens energi kan ägnas åt själva lärandet och mindre åt att sortera bort störningar.
Om personen ska läsa litteratur för innehållets skull, som vid kunskapsinhämtning och läsning av skönlitteratur, bör man använda sig av någon typ av uppläsning av texten. 
Text kan till exempel spelas upp med mp3-spelare, app i mobiltelefon eller surfplatta, program på dator eller Daisy-spelare. Program/spelare som är anpassade för målgruppen har så kallad medföljning, teknik som gör att man kan se vilken del av texten som läses upp. Därmed kan man följa med i texten med ögonen när man lyssnar. 
Genom att lyssna på texten behöver man inte gå miste om förståelsen för innehållet för att man har svårt för att avkoda skrift. 
Det finns gott om användbara program, såsom talsyntes och stavningsprogram anpassade för målgruppen.
Det finns nu även ett datorprogram som underlättar läsningen, där man själv kan välja en svensk text där längre, sammansatta ord automatiskt segmenteras upp i stavelser/morfem, vilket underlättar avkodningen för läsaren, och därmed ökar läsförståelsen.
Bakgrundsfärgen på såväl text som bakgrund kan också anpassas i syfte att få en bättre kontrast. 
Risken om man inte tar till sig kompensatoriska strategier är att man förlorar intresset för läsrelaterade sysslor. 
Med hjälp av alternativa och kompensatoriska strategier förbättras ens möjligheter till att exempelvis studera och att genom litteratur tillägna sig omvärldskunskap och ett rikt språk.

## Kända dyslektiker
Dyslexi har inte varit ett hinder för en stor grupp av människor som har satt en stark prägel på vår värld i dag. Dyslexi återfinns inom alla områden, såsom musik, konst, drama och inom arbetslivet. John Lennon, mest känd från The Beatles, var dyslektiker liksom Pablo Picasso. Det sägs att hans målarstil utan tvivel var ett resultat av hans dyslexi. Affärsmannen Richard Branson är också dyslektiker.
Bland svenska dyslektiker kan nämnas kung Carl XVI Gustaf och Prins Carl Philip

## Alternativa behandlingsmetoder
Trots att det idag råder konsensus inom forskarvärlden om att dyslexi beror på brister i den språkliga bearbetningen i hjärnan och att dyslektikerns läs- och skrivförmåga endast kan förbättras genom systematisk läs- och skrivpedagogik ges mindre vetenskapligt förankrade behandlingsmetoder stort utrymme i mediaflödet.
En del menar att man kan få dyslexi om man inte genomgår något krypstadium innan man lär sig att gå, det vill säga hoppar över ett stadium i den motoriska utvecklingen och som en följd därav inte uppnår god koordination av sina rörelser. Det finns behandlingsprogram som utformats utifrån hypotesen att man därför bör backa tillbaka några steg för att automatisera sådana motoriska mönster på rätt sätt och därmed träna upp sin koordination. Ett annat behandlingsprogram som stödjer sig mot samma forskningsfynd och som har fått starkt fotfäste är massage mot dyslexi. Det förekommer även medicinering mot läs- och skrivsvårigheter.
Gemensamt för ovan nämnda behandlingsprogram verkar vara att de är bra för personer som är motoriskt oroliga och har vissa koncentrationssvårigheter. Genom att stärka koncentrationsförmågan uppnår man alltså indirekt en bättre läs- och skrivförmåga. Jämför man grupper som får behandling av ovan nämnda slag med kontrollgrupper som inte får någon behandling alls kan man alltså se förbättrade resultat på test av läs- och skrivförmåga, men å andra sidan skulle man antagligen även se förbättrade resultat på uppgifter som inte ställer krav på läs- och skrivförmågan. Befintliga studiers avsaknad av kontrollgrupper som också fått behandling men av annat slag än försöksgruppen är en annan anledning till att ifrågasätta metodernas effektivitet.
Med ord lånade från Mats Myrberg, professor i specialpedagogik vid Stockholms Universitet: "Pedagogiska program som ägnar tid och uppmärksamhet åt annat än den språkliga utvecklingen är kanske inte skadliga i sig. De får ändå negativa effekter genom att de ersätter eller reducerar insatser som dokumenterat leder till bättre läs- och skrivutveckling." (Myrberg 2003)